# Besj Barmag
Besj Barmag (azerbajdzjanska: Beş Barmaq) är ett berg i Chizi rajon, Azerbajdzjan, inte långt från Kaspiska havet. Berget ligger 382 meter över havet. och är ett av de mest kända bergen i Kaukasus, känt för sina mytiska berättelser. Det är en helig plats för regelbundna besök av pilgrimer.
Gamla märken på berget visar att där funnits smältvatten från norra glaciala polarisarna.
En gång i tiden gav berget skydd åt resande längs med Sidenvägen. Numera finns en moské vid bergets fot. Högre upp längs bergssidan finns en annan helig plats, där pilgrimer kan ge en allmosa och i gengäld få en personlig välsignelse åt sina familjer.